# Bell P-39 Airacobra
Bell P-39 Airacobra – amerykański samolot myśliwski zaprojektowany w zakładach Bell Aircraft na zamówienie United States Army Air Forces (USAAF). Samolot używany był w okresie II wojny światowej w stosunkowo niewielkich ilościach przez USAAF oraz siły powietrzne niektórych państw sprzymierzonych, głównym użytkownikiem samolotów były Radzieckie Siły Powietrzne.

## Historia
Pierwsze wymagania na nowe samoloty myśliwskie dla lotnictwa USA ogłoszono w maju 1936, a ostateczny kształt przybrały one w marcu 1937 roku. Ogłoszono dwie specyfikacje X-608, dla samolotu dwusilnikowego (była ona podstawą prac, z których narodził się P-38) oraz X-609 dla samolotu jednosilnikowego. Cechami wspólnymi obu było wymaganie, aby były to samoloty jednomiejscowe, z podwoziem z kołem przednim i były napędzane silnikiem Allison V-1710 z turbosprężarką, a prędkość maksymalna przekraczała 360 mil na godzinę, czyli ok. 579 km/h na wysokości 6100 metrów. W konkursie projekty swoje zgłosiły trzy wytwórnie: Bell (dwa projekty), Curtis (dwa projekty) i Seversky (cztery projekty). Wygrał projekt Bell oznaczony jako Model 4, późniejszy P-39.
Prace w wytwórni Bell pod kierunkiem Roberta J. Woodsa i Harlanda M. Poyera nad samolotem rozpoczęto w czerwcu 1936 roku. Zakładano, że samolot osiągnie prędkość 644 km/h na wysokości 6100 metrów i będzie wyposażony w silnik z turbosprężarką. Sam samolot miał rzadko spotykaną konstrukcję układu napędowego, silnik był zamontowany nie w dziobie, ale w środkowej części kadłuba i napędzał śmigło poprzez długi wał napędowy. Podobną konstrukcję napędu miały zbudowane wcześniej dwupłatowiec Westland F.7/30 i holenderski jednopłatowiec Koolhoven F.K.55. Miało to poprawić aerodynamikę samolotu i zapewnić uzyskanie dużych prędkości (zakładano zmniejszenie oporu stawianego przez maszynę bowiem kadłub był najszerszy w jego środkowej części) oraz dobrą zwrotność, ze względu na umieszczenie silnika blisko środka ciężkości samolotu. Takie rozwiązanie pozwoliło też na uzbrojenie samolotu w ciężkie i duże działko mieszczące się w dziobie samolotu i strzelające przez wał śmigła. W nowym samolocie zastosowano też, po raz pierwszy w myśliwcu amerykańskim, podwozie z kołem przednim, co miało polepszyć właściwości podczas startu i lądowania. W wytwórni Bell opracowano według tej koncepcji dwa projekty Bell Model 3 i Model 4. W Modelu 3 kabina pilota znajdowała się za silnikiem i była przesunięta daleko do tyłu samolotu, co mogło powodować problemy z widocznością z niej. W Modelu 4 kabina znajdowała się przed silnikiem samolotu i ten projekt był dalej rozwijany.
Na początku 1937 roku zakończono prace na dokumentacją i po zatwierdzeniu jej przez wojsko, 7 października 1937 roku rozpoczęto budowę prototypu, który oznaczono jako XP-39 (Model 12). Prototyp był napędzany silnikiem Allison V-1710-17 wyposażonym w turbosprężarkę typu General Electric B-1, co miało zapewnić dobre osiągi na dużych wysokościach. Cechą charakterystyczną były umieszczone po bokach kadłuba wloty powietrza, po lewej stronie do chłodnicy, po prawej do turbosprężarki. Prototyp oblatano 6 kwietnia 1939 roku. Miał on masę startową 2480 kg, ale pozbawiony był uzbrojenia i osiągnął prędkość maksymalną 628 km/h na pułapie 6100 metrów, była to najwyższa szybkość maksymalna jaką kiedykolwiek osiągnęła którakolwiek wersja tego samolotu. Czas wznoszenia na wysokość 6100 metrów wynosił 5 minut. Pierwotnie planowano, że samolot będzie uzbrojony w działko 25 mm, ale w grudniu 1938 roku podjęto decyzję o zastosowaniu w samolocie działka kal. 37 mm, jednak nie zamontowano go w prototypie. Zakładano, że po poprawkach samolot z łatwością przekroczy prędkość 644 km/h (400 mil na godzinę). Prototyp miał poważne problemy z chłodzeniem silnika, co powodowało opóźnienia w jego rozwoju. Początkowo próbowano to usunąć powiększając chwyty powietrza po bokach kadłuba do chłodnicy i turbosprężarki, jednak później okazało się, że rozwiązaniem problemu są zmiany w instalacji olejowej silnika. Wojsko zamówiło już 27 kwietnia 1939 roku, 12 samolotów serii próbnej oznaczonych jako YP-39 i jeden YP-39A, miały być one napędzane silnikiem Allison V-1710-31 o mocy 1150 KM i mieć turbosprężarkę.
Prototyp poddano następnie szczegółowym badaniom w ośrodku National Advisory Committee for Aeronautics w pod kątem oporu wytwarzanego przez poszczególne elementy konstrukcji i opływu powietrza. Stwierdzono, że największy opór wytwarza turbosprężarka. W wyniku badań zalecono aby m.in.: obniżyć i wydłużyć osłonę kabiny pilota, zmodyfikować osłony podwozia, zmienić położenie chwytów powietrza do chłodnicy oleju, zmniejszyć rozpiętość i zwiększyć długość samolotu. Najpoważniejszą zmianą było zalecenie usunięcia turbosprężarki i zastąpienie jej jednostopniową sprężarką mechaniczną. Zalecenia te wcielono w życie. Nie spodobało się właścicielowi wytwórni Larry’emu Bellowi i głównemu konstruktorowi Robertowi Woodowi, lecz wytwórnia stała na skraju bankructwa i zmuszona została zaakceptować te wymagania. W lotnictwie USA panowało wtedy przekonanie, że główne walki będą toczyć się na ziemi, a rola lotnictwa będzie się tylko ograniczać do wsparcia lotniczego tych walk, więc loty miały się odbywać na małych i średnich wysokościach, a do tego nie były potrzebne samoloty z turbosprężarką. Uważano, że nie będą potrzebne samoloty o dobrych osiągach na dużych wysokościach, ponieważ oddzielenie USA oboma oceanami od reszty świata zapewnia im z tej strony bezpieczeństwo. Tak przebudowany prototyp nazwano XP-39B. Napędzany był silnikiem Allison V-1710-37 o mocy 1090 KM, bez turbosprężarki, z jednostopniową sprężarką mechaniczną i wlotem powietrza na grzbiecie kadłuba, tuż za kabiną pilota. Samolot nadal nie miał uzbrojenia. Planowano zbudowanie przynajmniej jednego egzemplarza z turbosprężarką pod oznaczeniem XP-39A, ale nie doszło do tego. W ten sposób samolot P-39 z obiecującego samolotu o bardzo dobrych osiągach na dużych wysokościach, przekształcił się w samolot o gorszych osiągach na dużych wysokościach, co później w decydujący sposób wpłynęło na zastosowanie tego samolotu i opinie o nim. Wersję XP-39B oblatano 25 listopada 1939 roku. Wyraźnie spadły osiągi samolotu na dużych wysokościach, prędkość maksymalna wynosiła teraz ok. 603 km/h na wysokości 4572 metry, a czas wznoszenia na wysokość 6092 metry wydłużył się do 7,5 minuty i to na samolocie bez uzbrojenia. Poprawiła się natomiast zwrotność na małych wysokościach, a osiągi na małych wysokościach w zasadzie nie uległy pogorszeniu.
Prototyp samolotu był podstawą do opracowania konstrukcji Bell FL Airabonita.
Ponieważ lotnictwo USA było zadowolone z osiągów maszyny na małych wysokościach, wersję YP-39 wyprodukowano już z uwzględnieniem zaleceń NACA i nie były już one wyposażone w turbosprężarkę. Napędzane były silnikiem Allison V-1710-37 o mocy 1090 KM. Samoloty te różniły się od XP-39B powiększonym statecznikiem pionowym, co miało poprawić stateczność kierunkową, ta zmiana została zachowana potem we wszystkich późniejszych odmianach. Wersja ta, poza pierwszym egzemplarzem, była już uzbrojona w jedno działko T9 37 mm z zapasem 15 naboi i 2 karabiny maszynowe 12,7 mm z zapasem 200 pocisków i 2 km kal. 7,62 mm z zapasem 500 pocisków. Całe to uzbrojenie zamontowano w nosie. Pierwszy egzemplarz oblatano 13 września 1940 roku. Prędkość maksymalna spadła do 592 km/h na wysokości 4572 metrów, a czas wznoszenia na wysokość 6092 metry wydłużył się do 7,3 minuty. Wszystkie 13 egzemplarzy wykorzystano do badań, w trakcie których utracono 6 z nich, a resztę po ich zakończeniu złomowano. Testy wykazały konieczność wzmocnienia pokrycia steru wysokości i płatowca.

## Wersje samolotu

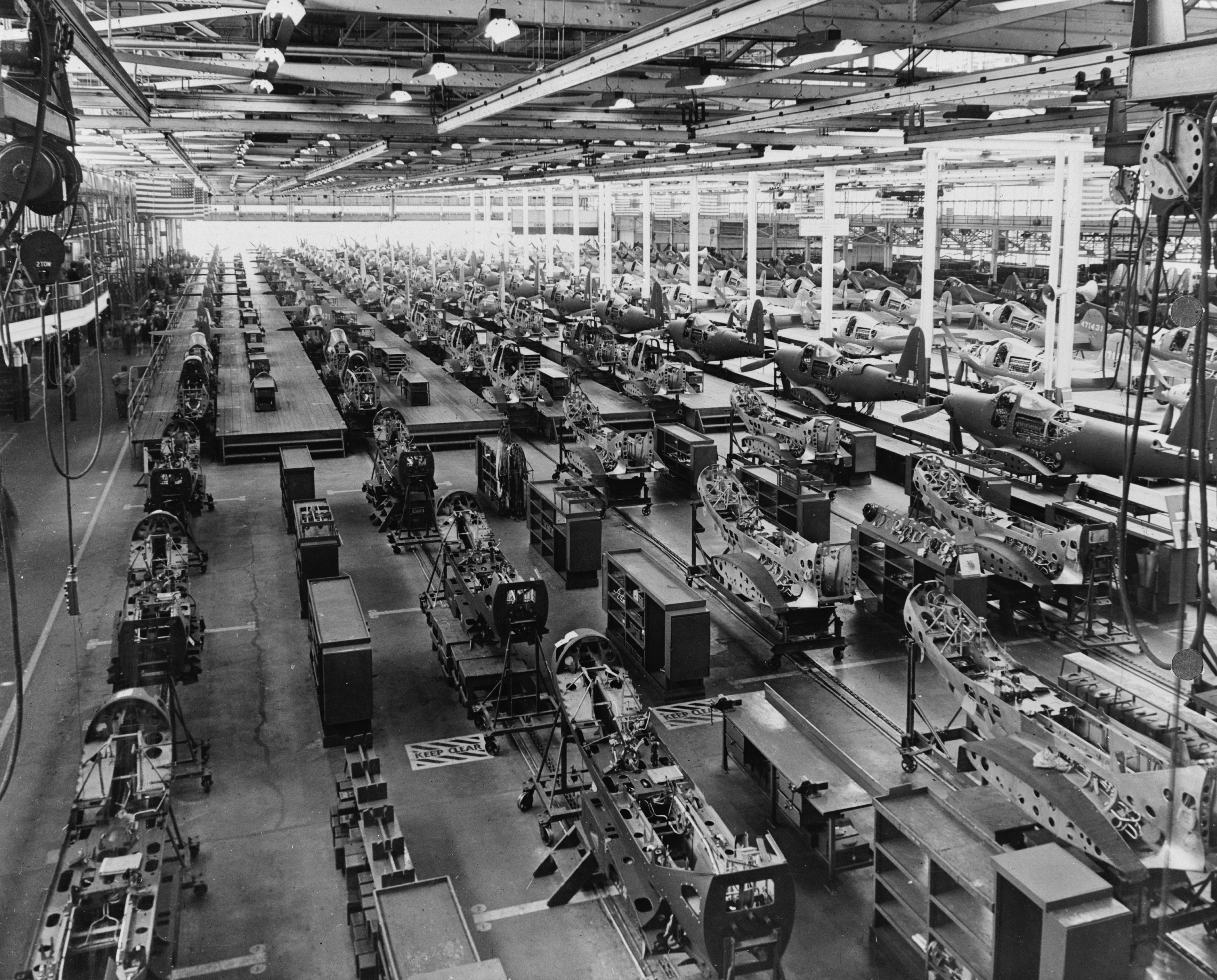
Hala fabryki firmy Bell w Buffalo. Na zdjęciu samoloty P-39 lub P-63

Pierwsza wersja seryjna została zamówiona, w liczbie 80 maszyn, przez lotnictwo USA w pierwszej połowie 1939 roku i oznaczono ją pierwotnie jako P-45, a następnie nadano oznaczenie P-39C i P-39D. W tej wersji całe uzbrojenie umieszczono w nosie samolotu. Składało się ono z działka T9 37 mm, 2 karabinów maszynowych kal. 12,7 mm i 2 karabinów maszynowych kal. 7,62 mm. Maszyna była napędzana silnikiem Allison V-1710-35 o mocy 1150 KM. Produkcję rozpoczęto w 1940 roku, a samoloty dostarczano dopiero od stycznia 1941 roku. Lotnictwo USA uznało, że wersja ta nie spełnia wymagań współczesnego pola walki i zbudowano tylko 20 egzemplarzy tej wersji. Nie miała ona ani samouszczelniających się zbiorników paliwa, ani opancerzenia kabiny pilota i silnika. Samolotów w tej wersji nigdy nie użyto bojowo i z czasem oznaczono je jako RP-39C, co miało oznaczać ograniczony zakres korzystania z nich. Pozostałe 60 egzemplarzy z tego zamówienia zbudowano jako wersję P-39D.
3 kwietnia 1940 roku lotnictwo francuskie zamówiło 165 egzemplarzy P-39. Miały mieć wyposażenie dostosowane do wymogów francuskich i być uzbrojone w działko Hispano-Suiza Mk. I kal. 20 mm z zapasem 60 pocisków, 2 karabiny maszynowe kal. 12,7 mm w kadłubie i 4 karabiny maszynowe kal. 7,7 mm w skrzydłach. Po upadku Francji w czerwcu 1940 roku zamówienie przejęli Brytyjczycy i samolot początkowo nazwali Caribu, ale w końcu został przez nich oznaczony jako Aircobra Mk. I. Z uzbrojenia pozostawiono działko, a karabiny zamieniono na brytyjskie o takim samym kalibrze. Samolot miał mieć samouszczelniające zbiorniki paliwa, szyby pancerne w kabinie i opancerzenie silnika i przekładni oraz węzeł podwieszeń pod kadłubem na dodatkowy zbiornik paliwa. Miał on taki sam silnik jak P-39C, ale zewnętrzną cechą tej wersji był kolektor spalin z dwunastoma wylotami po każdej stronie kadłuba. Zamówienie zwiększono do 675 sztuk. Pierwszy egzemplarz oblatano w kwietniu 1941 roku. Brytyjczycy dokonali testów osiągów maszyny na drugim egzemplarzu AH571. Osiągnął on prędkość 630 km/h na wysokości 4374 metrów, czas wznoszenia na wysokość 4572 metrów wynosił 5 minut i 12 sekund, a pułap 10 577 metrów. Okazało się jednak, że tak dobre osiągi osiągnięto dlatego, że maszynę specjalnie przygotowano do testów. Osiągi maszyn seryjnych były już gorsze. Kiedy ponownie dokonano testów maszyn seryjnych, okazało się, że osiągają maksymalnie 571 km/h na wysokości 3960 m. Wznoszenie i pułap były gorsze niż w Spitfire i Hurricane. Przeprowadzono też testy porównawcze w pozorowanej walce powietrznej ze Spitfire MK. Vb i Messerschmitt Bf 109E. W pozorowanej walce z Bf 109E na wysokościach 1630 i 4572 Bf 109E miał zawsze przewagę wysokości na obu pułapach. Aircobra miała jednak mniejszy promień skrętu i po dwóch zwitkach pozbywała się Bf109E z ogona. Natomiast w porównaniu ze Spitfire’em, Aircobra wypadała gorzej pod każdym względem. Brytyjczycy uznali, że Aircobra jest dobrym samolotem do lotów na małych wysokościach i ataków na cele naziemne, ale nie zdecydowali się na wykorzystanie tych maszyn w ten sposób. Z 248 maszyn które zamówili Brytyjczycy, 212 zostało wysłanych do Związku Radzieckiego, a w pozostałe został wyposażony na krótko tylko dywizjon 601. 179 maszyn tej wersji, których jeszcze nie wysłano do Wielkiej Brytanii, zostało po wybuchu wojny z Japonią zarekwirowanych przez lotnictwo amerykańskie. Nadano im oznaczenie P-400 i wysłało do walk w południowo-zachodnim Pacyfiku.
Po uwzględnieniu wymagań stawianych zamówieniu dla Francji, wynikających z doświadczeń wojny w Europie, wersja P-39D miała mieć samouszczelniające się zbiorniki paliwa (co spowodowało zmniejszenie ilości zabieranego paliwa) oraz opancerzenie kabiny pilota, silnika i innych ważnych elementów. Do napędu wybrano silnik Allison V-1710-35 o mocy 1150 KM a kolektor wylotowy spalin miał wylot złożony z 6 końcówek po każdej stronie kadłuba. Uzbrojenie miało składać się z działka T9 kal. 37 mm z zapasem 30 pocisków, 2 karabinów maszynowych kal. 12,7 mm z zapasem 200 pocisków w nosie kadłuba i 4 karabinów maszynowych kal. 7,62 po 2 w każdym skrzydle, z zapasem 1000 pocisków. Zamontowano też pod kadłubem zaczep do przenoszenia bomb do 226 kg lub dodatkowego zbiornika paliwa. Prędkość maksymalna spadła do 579 km/h na 4572 m. W samolotach tych brakowało ogrzewania uzbrojenia i nie można go było używać powyżej wysokości 7600 m. Zamówienie na wersję D z 13 września 1940 roku opiewało na 394 maszyny. Zbudowano 60 egzemplarzy wersji P-39D.
Z uwagi na problemy z dostawą działek T9, następna zamówiona wersja D-1 miała być uzbrojona w działko Hispano-Suiza kal. 20 mm, dodano też w niej małą płetwę ustateczniającą przed statecznikiem pionowym, ta zmiana została zachowana już we wszystkich następnych wersjach. Wyprodukowano jej 336 sztuk. Następna wersja D-2 była identyczna jak D-1, ale zastosowano silnik Allison V-1710-63 o większej mocy, do 1325 KM i powrócono do działka T9 37 mm. Wyprodukowano jej 158 sztuk. Powstały też dwie wersje rozpoznawcze D-3 i D-4. Wersja D-3 powstała z wersji P-39D (należy tę wersję odróżnić od wersji P-39D-1 i D-2) przez zabudowę w tyle kadłuba aparatów fotograficznych. A wersja D-4 przez identyczną przebudowę z wersji D-1. Powstało 26 sztuk wersji D-3 i 11 wersji D-4. Łącznie wyprodukowano 923 maszyny wszystkich wersji D.
P-39 w niektórych sytuacjach wpadał w bardzo niebezpieczny płaski korkociąg. Firma Bell przez długi czas zaprzeczała, że istnieje takie niebezpieczeństwo, aż do czasu jak radzieckie testy potwierdziły istnienie tego zjawiska. Okazało się, że przyczyną tego było wadliwe rozmieszczenie mas w samolocie. Podczas lotu bojowego bowiem, w trakcie wyczerpywania się paliwa i zapasów amunicji, środek ciężkości samolotu przesuwał się do tyłu, co powodowało następnie tendencję do wpadania w płaski korkociąg przy niewielkich błędach w pilotażu. Zmieniono rozkład tych mas w samolocie i problem usunięto.
Ponieważ zdawano sobie sprawę ze słabych osiągów samolotu z dotychczasowym silnikiem, w wytwórni podjęto prace nad rozwojem samolotu. Poszły one w dwóch kierunkach: pierwszym było opracowanie całkowicie nowej konstrukcji, z tych prac narodził się P-63 Kingcobra, i w drugim głębokiej modernizacji P-39. Miała ona polegać na zastosowaniu nowego silnika Continental V-1430-1 o planowanej mocy 2100 KM lub silnika Allison V-1710-47 o mocy 1325 KM, ale z mechaniczną sprężarką dwustopniową, co miało polepszyć osiągi samolotu na dużych wysokościach. Silnik Continental nie mógł być zastosowany z uwagi na problemy w jego rozwoju, zastosowano więc silnik Allison.
Nową wersję XP-39E, zbudowano na bazie wersji P-39D. Oprócz nowego silnika miała ona skrzydła o prostokątnym obrysie i większej powierzchni nośnej. Prostokątny obrys miało też usterzenie poziome i pionowe, dodano płetwę grzbietową przed usterzeniem, wydłużono kadłub by pomieścić sprężarkę i dokonano innych zmian. Nie było jednak wśród nich laminarnego profilu skrzydła. Drugi egzemplarz tej wersji osiągnął prędkość maksymalną 632 km/h na wysokości 7315 metrów. Ale niestety wszystkie pozostałe osiągi i własności lotne były gorsze od innych wersji seryjnych samolotu. Zbudowano tylko 3 egzemplarze tej wersji.
P-39F: z uwagi na problemy z dostawą śmigieł Curtiss Electric, uzyskano zgodę na zastosowanie śmigła firmy Aero-Prop o stałej prędkości obrotowej i średnicy 3,14 m. Ponadto miała ona silnik i uzbrojenie identyczne jak wersja P-39D a kolektor wylotowy spalin był taki jak w P-400, czyli z dwunastoma końcówkami po każdej stronie kadłuba, a nie sześcioma jak w wersji D. Powrócono także do uzbrojenia w działko T9 kal. 37 mm, jak w wersji D. Zbudowano 227 egzemplarzy. Ale 27 z nich przebudowano na samoloty rozpoznania fotograficznego i nadano oznaczenie F-2. Na egzemplarzu P-39J (40-7053) zamontowano dodatkowy zewnętrznych zbiornik paliwa o pojemności 1400 litrów, co pozwalało osiągnąć w sumie zasięg samolotu 6440 km. Prędkość maksymalna tej maszyny wynosiła 403 km/h a przelotowa 322 km/h. Rozwiązania tego nie stosowano w praktyce.
Airacobra, podobnie jak inne samoloty amerykańskie, nie była budowany w wersji O jako, że litera „O” mogła się mylić z cyfrą zero.
P-39J: zastosowano silnik Allison V-1710-59(E12) o zmodyfikowanym wirniku sprężarki i automatyczną kontrolą doładowania sprężarki, osiągała moc 1150 KM, ale na wysokości 4206 m, czyli 550 metrów wyżej niż wersja V-1710-35. Miał też automatyczny regulator ciśnienia ładowania mieszanki paliwa. Zbudowano tylko 25 sztuk, ponieważ silnik ten był mało żywotny.
25 sierpnia 1941 roku Bell podpisał kontrakt na budowę 1800 sztuk wersji G. Miała być ona identyczna z wersją D-2 z wyjątkiem innego śmigła AeroProp. Nie zbudowano ani jednego egzemplarza tej wersji. Ale zamówienie zrealizowano budujące wersje K, L, M i N.
Airacobra, podobnie jak inne samoloty amerykańskie, nie była budowany w wersji I jako, że litera „I” mogła się mylić z cyfrą jeden.
P-39K: zbudowano ją w oparciu o wersję D-2. Miała śmigło AeroProp oraz silnik Allison V-1710-63(E6) o zmienionym systemie smarowania i o mocy startowej 1325 KM i mocy 1150 KM na wysokości 3596 m i moc chwilową 1580 KM do 762 metrów. Zainstalowano nową przekładnię śmigła o przełożeniu 2:1. Zwiększono w niej zapas amunicji dla kadłubowych karabinów maszynowych. Miała 3 odmiany: K-1 (zmiany jak wyżej). Na niektórych maszynach tej wersji zamontowano pod skrzydłami zaczepy do 6 (po 3 pod każdym skrzydeł) niekierowanych rakiet 4,5 cala. K-2 wersja rozpoznawcza z kamerami i dodatkowym opancerzeniem (zbudowano 6 egzemplarzy) i K-5, zbudowana jednym egzemplarzu, była prototypem wersji N z silnikiem Allison V-1710-85. Na wlocie powietrza do gaźnika zamontowano filtr, zmieniono radio oraz zamontowano śmigło AeroProp o średnicy 3,53 m.

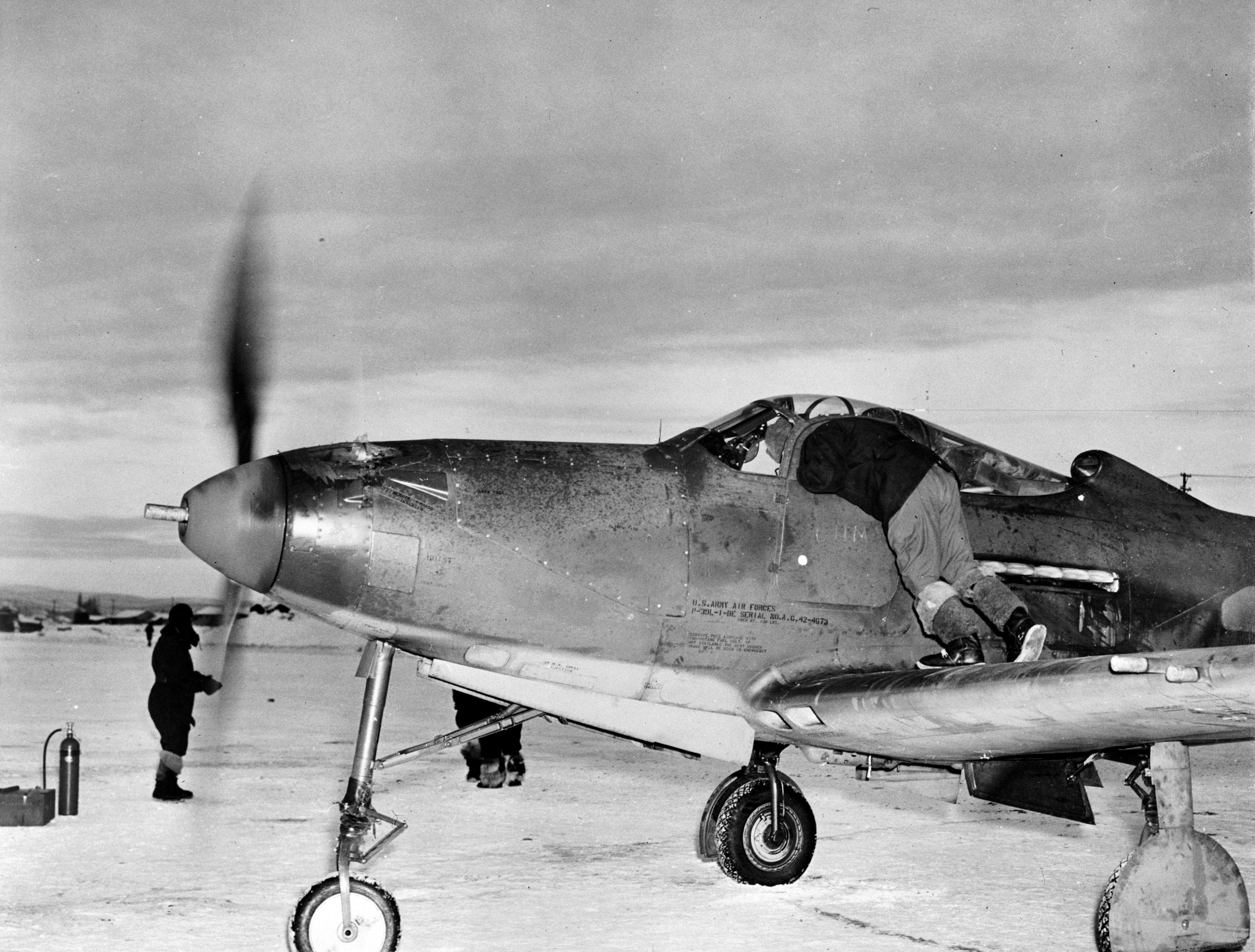
P-39L na Alasce przed odlotem do ZSRR

P-39L: w stosunku do wersji K powrócono w niej do śmigła Curtiss Electric i dodano trójkątne wyloty gazów pochodzących z uzbrojenia podczas strzelania w nosie maszyny, tak aby nie przedostawały się do kabiny pilota. Przekonstruowano też kołpak śmigła by stawiał mniejszy opór. Przekonstruowano ponadto podwozie i zastosowano niskociśnieniowe opony zamiast balonowych, co polepszyło korzystanie z samolotu na lotniskach polowych. Oznaczono je L-1, a 11 maszyn przebudowano na samoloty rozpoznania fotograficznego L-2.
P-39M: uwzględniono w niej uwagi z frontu, kiedy donoszono o stratach samolotu z powodu trafienia w takie części silnika jak gaźnik, a ponadto nie zanotowano żadnego trafienia przekładnię śmigła, która była opancerzona. Produkcję rozpoczęto w listopadzie 1942 roku. Wersja ta była taka sama jak L, ale silniej opancerzono silnik i zrezygnowano z opancerzenia przekładni głównej. Usunięto zbędne na froncie wyposażenie samolotu i zastosowano silnik Allison V-1710-83 o mocy startowej 1200 KM, a moc 1150 KM dzięki zmianom w sprężarce utrzymywał do wysokości 4726 metrów, co polepszyło osiągi samolotu na dużych wysokościach i miał moc krótkotrwałą 1410 KM do wysokości 2773 m. Powrócono też do śmigła AeroProp. Zastosowano też automatyczną kontrole ciśnienia mieszanki paliwa. Osiągała prędkość 595 km/h na wysokości 4572 m. Jeden egzemplarz wersji M był napędzany silnikiem V-1710-63 ze śmigłem AeroProp. Jako M-1 oznaczano maszyny z silnikiem V-1710-83(E18). Osiem maszyn przebudowano na wariant rozpoznania fotograficznego i oznaczono P-39M-2. Łącznie zbudowano 240 maszyn tej wersji.
P-39N: w wersji tej zastosowano silnik Allison V-1710-85 o identycznych osiągach jak wersja -83 z wersji P-39M, ale z innym przełożeniem w przekładni głównej (zamiast 2:1 na 2,23:1) oraz śmigło AeroProp o średnicy 3,15 metra. Tę odmianę oznaczono jako N-0 lub N i zbudowano jej 500 sztuk. Od 167 egzemplarza tej wersji zmniejszono liczbę zbiorników paliwa w skrzydle z 12 do 9 i zapas paliwa zmniejszył się do 325 litrów.Jednocześnie pod kadłubem dodano zaczep do dodatkowego zbiornika paliwa o pojemności 284 lub 662 litry. Ponieważ zmiana ta przyjęta została nieprzychylnie, umożliwiono w warunkach polowych montowanie z powrotem tych 3 zbiorników w skrzydłach. W odmianie N-1 zastosowano śmigło AeroProp o średnicy 3,51 m, co spowodowało lekkie przesunięcie środka ciężkości samolotu. Osiągała prędkość 605 km/h na wysokości od 4572 do 6096 m. Zbudowano jej 900 sztuk. W odmianie N-5 dokonano zmian w wyposażeniu, zamontowano radio SCR-695 zamiast SCR-535A, nowa instalacja tlenowa, usunięto część opancerzenia silnika i zamontowano szybę pancerną za pilotem. Zbudowano jej 695 sztuk. Powstały też 3 odmiany rozpoznania fotograficznego poprzez przebudowę odmian bojowych, N-2 powstała z N-1 w liczbie 128 sztuk, N-3 z N-0 w liczbie 35 i N-6 z N-5 w liczbie 84. Łącznie zbudowano 2095 sztuk wersji N.

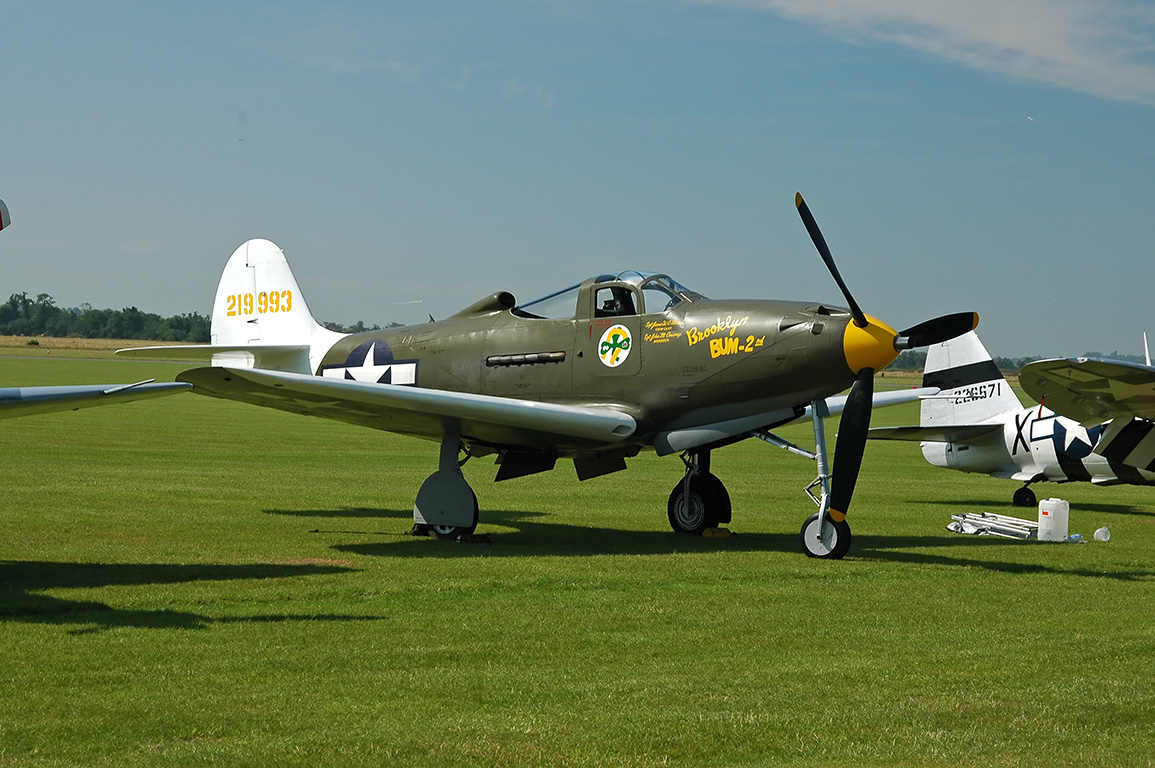
Zachowany do dzisiaj egzemplarz P-39Q

P-39Q: ostatnia i najliczniejsza odmiana, zbudowano jej 4905 sztuk. Od wersji N różniła się przede wszystkim uzbrojeniem. W skrzydłach usunięto karabiny kaliber 7,62 mm i zamiast nich zabudowano w gondolach podskrzydłowych 2 karabiny maszynowe kal. 12,7 mm z zapasem 300 sztuk pocisków na każdy. W odmianie Q-1 zabudowano dodatkowe opancerzenie i zbudowano jej 150 sztuk. Wersja ta poza tym niczym nie różniła się od wersji N. Napędzana takim samym silnikiem Allison V-1710-85, osiągała prędkość 603 km/h. Q-2 było to 5 egzemplarzy wersji Q-1 przebudowanych do celów rozpoznania fotograficznego, tak jak w wersji D-3. Odmiana Q-5 miała zmniejszone opancerzenie i zwiększoną pojemność zbiorników paliwa do 416 litrów. Zbudowano jej 950 sztuk. Q-6 (148 sztuk) była to zbudowana na podstawie Q-5 wersja rozpoznania fotograficznego. Odmiana Q-10 (705 sztuk) zmieniono opancerzenie, zwiększono ilość paliwa do 454 litrów i dodano automatyczną kontrolę doładowani sprężarki, co odciążało pilota podczas lotu. Ponadto przystosowano ten wariant do działania w warunkach zimowych, poprzez modyfikację gumowych elementów zawieszenia silnika. 8 egzemplarzy tej odmiany przebudowano do Q-11, samolotów rozpoznania fotograficznego, tak jak w odmianie D-3. Odmiana Q-1 (1000 sztuk), ograniczono w niej tylko liczbę butli z tlenem z czterech do dwóch. W odmianie Q-20 (891 sztuk) usunięto karabiny w skrzydłach, pozostawiono tylko uzbrojenie w kadłubie i zmieniono wyposażenie. Odmiana Q-21 (109 sztuk) miało czterołopatowe śmigło AeroProp. Q-2' miała też czterołopatowe śmigło AeroProp, a ponadto wzmocnioną konstrukcję ogona i usterzenia poziomego. W ostatniej odmianie Q-30 (400 sztuk) powrócono do trzyłopatowego śmigła AeroProp.
Łącznie wyprodukowano 9584 egzemplarzy tego samolotu.

## Użycie bojowe

### United States Army Air Forces

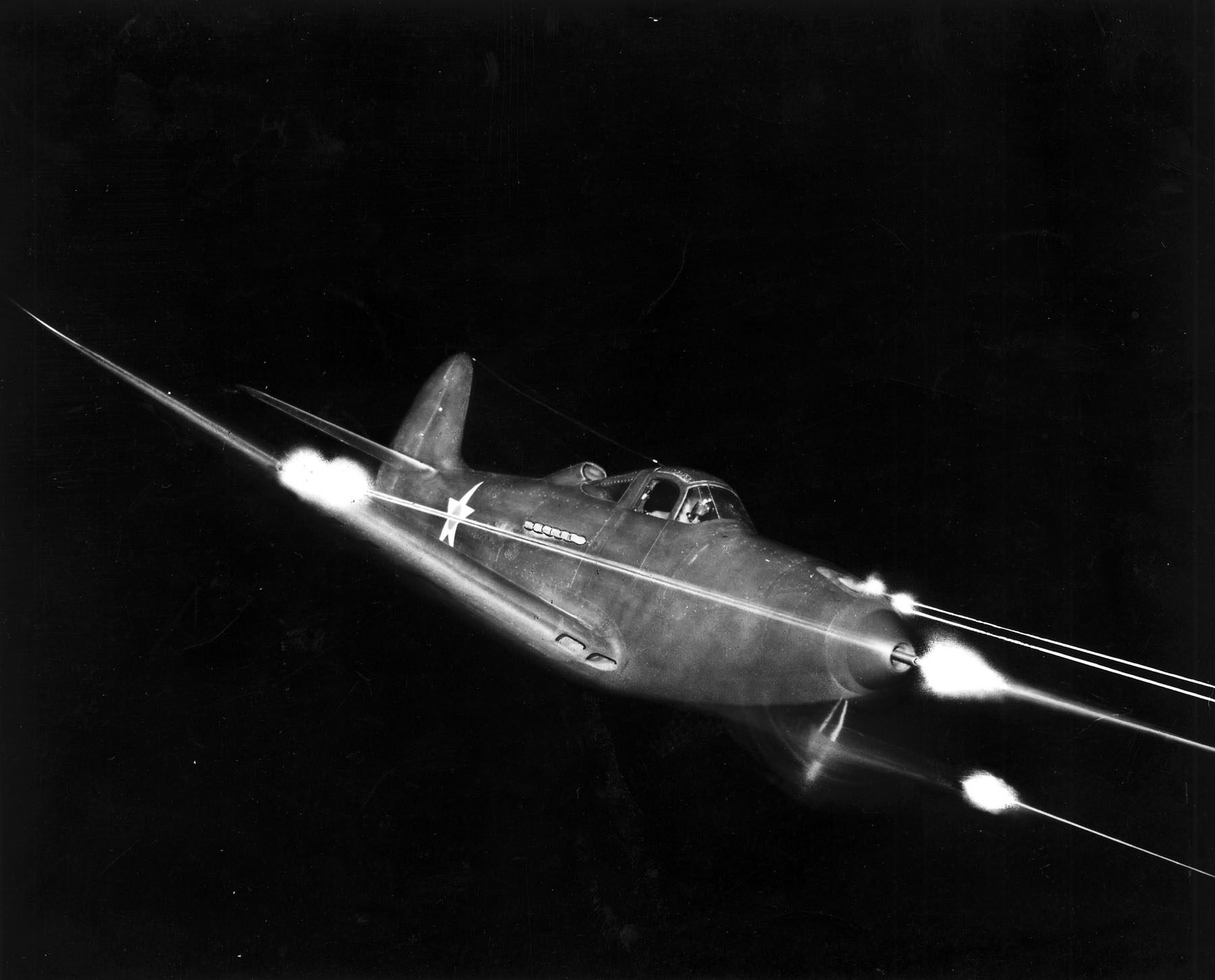
Bell P-39 Aircobra, nocne strzelanie

Samoloty P-39 weszły do służby w lotnictwie USA w lutym 1941 roku i znalazły się wówczas na wyposażeniu 31 Grupy Pościgowej. W chwili wybuchu wojny z Japonią były na wyposażeniu pięciu grup pościgowych, 8, 31, 36, 52 i 53. Potem wyposażono w nie dalsze jednostki. Z 36 wyposażonych w P-39 po wybuchu wojny, 24 wysłano do walk na południowo-zachodnim Pacyfiku, na Alaskę, Hawaje i do Panamy. Pierwszą walkę stoczyły 30 kwietnia 1942 roku. Pierwsze zwycięstwo na Aircobrach odniesiono 23 września 1942 roku, kiedy to dwaj piloci 8 Grupy Pościgowej zestrzelili wspólnie japoński samolot myśliwski Zero. Podczas pierwszych 18 miesięcy wojny na Pacyfiku P-39 i P-40 były jedynymi samolotami myśliwskimi USA zdolnymi nawiązać walkę z samolotami japońskimi. Na Pacyfiku w tym czasie wykorzystywano je nawet jako myśliwce przechwytujące, do czego nie były dostosowane. Nie były m.in. w stanie przechwycić japońskich bombowców latających na pułapie powyżej 7600 metrów. Nie były też w stanie sprostać w walce kołowej japońskim myśliwcom Zero. Cechowały się jednak dużą odpornością na uszkodzenia w walce, a ich broń z łatwością mogła zniszczyć lekkie myśliwce japońskie. Oprócz walk na południowo-zachodnim Pacyfiku amerykańskie Aircobry walczyły też nad Afryką Północną, Europą i Bliskim Wschodzie oraz na Dalekim Wschodzie. Znalazły się m.in. na wyposażeniu 31 Grupy Myśliwskiej USAAF stacjonującej w Anglii od sierpnia 1942 roku. Jednakże w misjach pod koniec tego roku nad Francją grupa ta ponosiła ciężkie straty w walkach z samolotami niemieckimi i została szybko przezbrojona na Spitfre Mk. Vb. Natomiast w walkach nad Afryką Północną lotnictwo amerykańskie używało P-39 do ataków na cele naziemne z małych wysokości, gdzie podczas tych misji były osłaniane przez P-40 i Spitfire. W czasie tych misji P-39 miały najniższy współczynnik strat w porównaniu z innymi typami samolotów! Najwięcej P-39 w lotnictwie USA, bo aż 2100 egzemplarzy, znajdowało się w użyciu na początku 1944 roku, ale potem już szybko zastępowano je innymi typami. Ostatnie P-39 użyto w walce w sierpniu 1944 roku. Potem P-39 używano już tylko do treningu i szkolenia pilotów.

### Armée de l’air
Francja w 1940 zamówiła P-39, ale ich nie dostarczono z uwagi na upadek Francji. Zamówienie to zostało jednak zrealizowane na rzecz lotnictwa Wolnych Francuzów. Lotnictwo Francji korzystało z nich w latach 1943-1947. Dostarczono im 165 maszyn w wersji P-39N i Q.

### Royal Air Force
675 samolotów P-39 zamówiła Wielka Brytania, ale otrzymała ich ostatecznie 496. Wyposażono w nie tylko jeden dywizjon 601 i to na krótko, w okresie od sierpnia 1941 do marca 1942. 212 otrzymanych samolotów wysłano do ZSRR.

### Aeronautica Militare
149 maszyn używało lotnictwo Włoch współdziałających z lotnictwem aliantów w walkach z Niemcami było to 75 maszyn P-39Q i 74 P-39N. We Włoszech używano ich do lat 50.

### Força Aérea Portuguesa
P-39 znalazły się też w lotnictwie Portugalii. Pod koniec 1942 i na początku 1943 część maszyn podczas przebazowania z Anglii do Afryki Północnej z uwagi albo na awarię lub złą pogodę musiała lądować na terenie Portugalii. Portugalia, która była państwem neutralnym, przejęła je. Wiadomo o takich 17 maszynach. Na mocy porozumienia Portugalia zapłaciła za nie potem. Dołączyły do nich potem jeszcze 4 maszyny. Były to wersje P-400 i P-39L.

### Royal Australian Air Force
P-39 używało też lotnictwo Australii. Były to maszyny P-39D i F wypożyczone przez Amerykanów. Używano ich od połowy 1942 roku do patrolowania terytorium Australii w obawie przed atakiem japońskich samolotów, ale nigdy nie doszło do żadnej walki. Zwrócono je Amerykanom do listopada 1943 roku.

### Radzieckie Siły Powietrzne

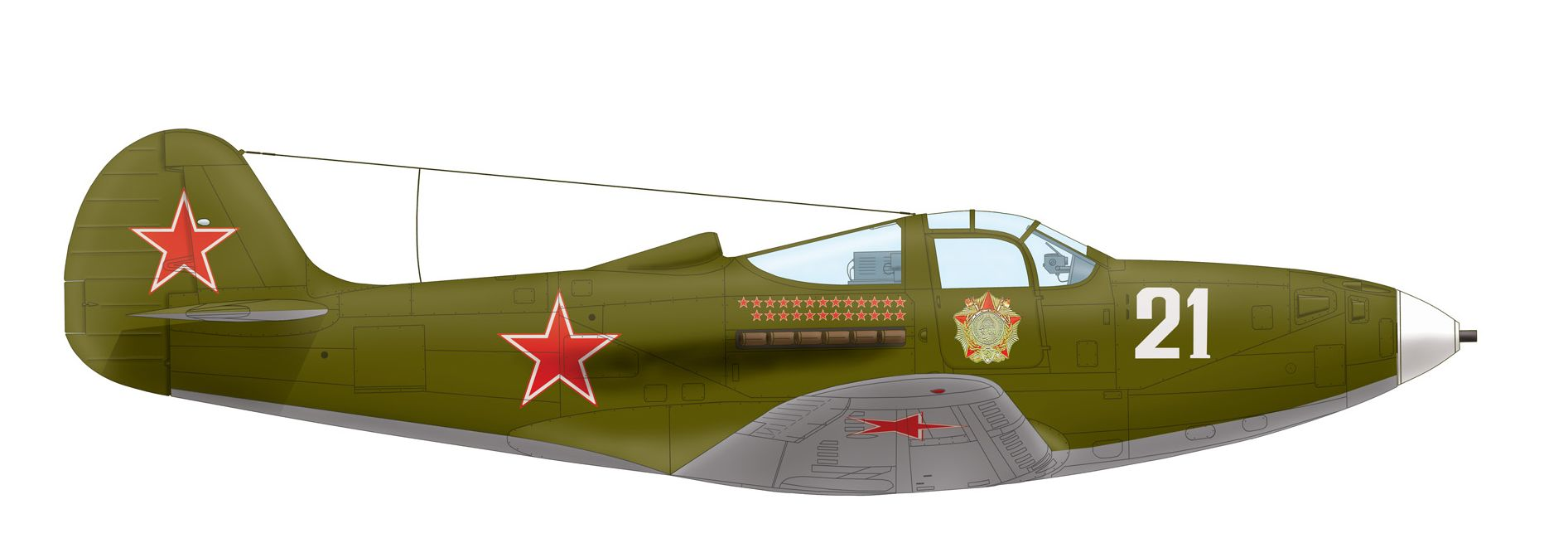
Bell P-39Q Airacobra Pawła Josifowicza z 508 pułku myśliwskiego, jesień 1944 r.

Największym użytkownikiem P-39 było lotnictwo ZSRR. Pierwsze maszyny trafiły do ZSRR już pod koniec 1941 roku, było to 212 maszyn wysłanych przez Brytyjczyków. USA wysłały do ZSRR 4924, z tego ostatecznie trafiło tam 4758 sztuk (blisko połowa z 9558 wyprodukowanych maszyn tego typu). Był to najliczniejszy typ samolotu nieradzieckiego używanego w ZSRR. Samolot zaczęto używać w lotnictwie ZSRR od 1942 roku. Początkowo mieli oni problemy z tendencją samolotu do wpadania w płaski korkociąg (problem ten, jak już była mowa, został rozwiązany) oraz z używaniem radia, co zapewne wynikało z tego, że było to pierwsze radio, z jakim mieli do czynienia w samolocie. Radio zresztą bardzo im się spodobało, wynika to ze wspomnień radzieckich lotników, jak jeden z nich mówił: nie musieli już dawać sobie znaków skrzydłami, tylko porozumiewali się poprzez radio. Polubili oni P-39 i nazywali go „Stalowy pies”. W ZSRR używano P-39 przede wszystkim do ochrony własnych jednostek naziemnych przed samolotami nieprzyjaciela, eskortowania samolotów szturmowych, atakowania tzw. miękkich celów naziemnych (słabiej opancerzonych). Loty więc odbywały się na niskim pułapie, a do tego P-39 był doskonale przystosowany i miał świetne osiągi na tym pułapie. Nie był jednak jego główną rolą atak na czołgi. Jak pisał Aleksander Pokryszkin, nie nadawało się do tego działko w P-39, pociski z niego nie potrafiły spenetrować pancerza czołgu. Pocisk wystrzelony z działka w P-39 ważył bowiem tylko 1,41 kilograma, a jego prędkość wylotowa wynosiła tylko 600 metrów na sekundę. Niektórzy radzieccy piloci uważali, że Aircobra na pułapie poniżej 3000 metrów przewyższa zarówno Bf 109, jak i Fw 190. Pokryszkin 48 swoich zwycięstw z 59 osiągnął właśnie na P-39. Latał on na tym typie samolotu, mimo że inni piloci z jego jednostki otrzymali sprzęt produkcji rosyjskiej.
W 2016 w rejonie lotniska w Pruszczu Gdańskim odnaleziono pozostałości samolotu tego typu, zestrzelonego w marcu 1945 przez Niemców.

### Lotnictwo ludowego Wojska Polskiego
Lotnictwo polskie nigdy nie używało bojowo tego typu samolotu. Polscy piloci jedynie oblatywali Airacobry w jednostkach remontowych w Wielkiej Brytanii i przeprowadzali je lotem z Wielkiej Brytanii na Bliski Wschód. Jeden P-39Q służył w ludowym Wojsku Polskim od listopada 1944 do 1948 jako samolot dyspozycyjny w 2 samodzielnej eskadrze sztabowej; następnie trafił do Technicznej Szkoły Lotniczej. Inny egzemplarz otrzymała Szkoła Wawelberga-Rottwanda w Warszawie jako pomoc dydaktyczną na zajęcia z konstrukcji płatowca. Pozostałości samolotu przechowywane były w piwnicy wydziału Politechniki Warszawskiej jeszcze w latach 90, skąd z początkiem XXI w. trafiły -  prawe skrzydło i fragmenty usterzenia ogonowego - do Muzeum Lotnictwa Polskiego w Krakowie, gdzie są obecnie eksponowane.

## Konstrukcja
P-39 był całkowicie metalowym, jednosilnikowym, wolnonośnym dolnopłatem z wciąganym podwoziem z kołem przednim.
Kadłub był dzielony na 3 sekcje: przednią, tylną i kabinę pilota. W przedniej mieścił się wał napędowy i śmigło, uzbrojenie oraz koło podwozia przedniego. Kabina pilota znajdowała się w środku samolotu pomiędzy uzbrojeniem a silnikiem. Wchodziło się do niej przez otwierane drzwi typu samochodowego. Pod nią przechodził wał napędowy śmigła. Za kabiną znajdował się silnik z chwytem powietrza na górze. W części tylnej znajdował się zbiornik z olejem, wyposażenie ratunkowe i radiowe. Dalej było usterzenie poziome i pionowe.
Płat nośny składał się z trzech części: skrzydła środkowego (w kadłubie) i skrzydeł zewnętrznych. Skrzydła zewnętrzne były dwudźwigarowe z dźwigarem pomocniczym i 13 żeberkami. Na krawędzi natarcia przy kadłubie znajdowały się chwyty powietrza do chłodnic oleju i cieczy chłodzącej silnik. Dalej, ku końcom skrzydła, były zbiorniki z paliwem i wnęki na podwozie główne i jeszcze dalej uzbrojenie. Z tyłu skrzydła znajdowały się klapy i lotki.
Usterzenie poziome i pionowe samolotu było całkowicie metalowe, stery napędzano linkami, bez wspomagania.
Samolot był napędzany silnikiem Allison V-1710 w różnych odmianach. Był to dwunastocylindrowy silnik rzędowy, w układzie odwróconego V (silnik widlasty), chłodzony cieczą z jednostopniową sprężarką. Napędzał on przez wał o długości 2628 mm śmigło trójłopatowe Curtiss Elecric lub AeroProp (w Q-21 i 25 – czterołopatowe). Paliwo znajdowało się tylko w zbiornikach w skrzydłach.
Uzbrojenie: działko zamontowane było w nosie maszyny i strzelało przez wał śmigła. W nosie znajdowały się też dodatkowe karabiny maszynowe oraz w części wersji resztę uzbrojenia umieszczono w skrzydłach. Od wersji P-39D samolot mógł przenosić na zaczepie pod kadłubem bombę do 226 kg. Kabina pilota i najważniejsze zespoły samolotu były opancerzone.
Następca P-39 – Bell P-63 Kingcobra został zaprojektowany w identycznym układzie z silnikiem w środkowej części kadłuba i działkiem w nosie samolotu.

## Ocena samolotu
Największym mankamentem samolotu był silnik Airacobry Allison V-1710, posiadał on tylko prostą, jednostopniową sprężarkę, co w praktyce oznaczało ograniczenie skutecznego pułapu samolotu do około 5000 m, powyżej tej wysokości jego osiągi znacznie spadały. Z powodu tego ograniczenia P-39 nie nadawały się do działań w Europie (eskorta bombowców na dużych wysokościach) ani na Pacyfiku (gdzie japońskie bombowce z reguły latały na większym pułapie), a jego osiągi i tak były gorsze od współczesnych mu myśliwców. Samolot odnosił za to duże sukcesy na froncie wschodnim gdzie większość walk toczono właśnie poniżej pułapu 5000 metrów, był bardzo lubiany przez radzieckich pilotów.

## Dane taktyczno-techniczne
| Wersja               | Długość | Rozpiętość | Wysokość | Pow. nośna | Masa własna    | Masa całkowita | Pręd. max. | Pułap    | Zasięg  | Wznoszenie                                                                               |
| -------------------- | ------- | ---------- | -------- | ---------- | -------------- | -------------- | --- | -------- | ------- | ---------------------------------------------------------------------------------------- |
| XP-39                | 8,72 m  | 10,90 m    | 3,75 m   | 18,62 m²   | 1810 kg        | 2480 kg        | 628 km/h na 6100 m                                                                                             | 10 100 m | 720 km  | 5 min na 6100 m                                                                          |
| XP-39B               | 9,19 m  | 10,36 m    | 3,78 m   | 19,79 m²   | 2460 kg        | 3160 kg        | 603 km/h na 4572 m                                                                                             | 9900 m   | 1280 km | 5,7 min na 4600 m, 7,5 min na 6100 m                                                     |
| YP-39                | 9,19 m  | 10,36 m    | 3,78 m   | 19,79 m²   | 2287 kg        | 3187 kg        | 592 km/h na 4572 m                                                                                             | 10 150 m | – km    | 7,3 min na 6100 m                                                                        |
| P-39C                | 9,19 m  | 10,36 m    | 3,78 m   | 19,79 m²   | 2460 kg        | 3160 kg        | 610 km/h na 3962 m                                                                                             | 10 120 m | 1280 km | 3,9 min na 3657 m 5,7 min na 4600 m,                                                     |
| Aircobra Mk.I /P-400 | 9,19 m  | 10,36 m    | 3,78 m   | 19,79 m²   | 2431 kg        | 3558 kg        | 493 km/h na 0 m 524 km/h na 1828 m 552 km/h na 3050 m 571 km/h na 3962 m 576 km/h na 4572 m 548 km/kna 6100 m  | 8840 m   | 965 km  | 1,1 min na 1000 m 5,1 min na 3050 m 11,7 min na 8840,                                    |
| P-39D                | 9,19 m  | 10,36 m    | 3,78 m   | 19,79 m²   | 2460 kg        | 3558 kg        | 497 km/h na 0 m 539 km/h na 1524 m 571 km/h na 3048 m 592 km/h na 3657 m 572 km/h na 4572m. 540 km/h na 7625m. | 9784 m   | 1280 km | 1,9 min na 1524 m 5,7 min na 4600 m 6,1 min na 5000 m 9,1 min na 6100 m 14 min na 7625 m |
| XP-39E               | 9,73 m  | 10,92 m    | 2,98 m   | 21,89 m²   | 3146 – 3457 kg | 4045 kg        | 621 km/h na 6600 m 632 km/h na 7315 m                                                                          | – m      | 805 km  | 9,3 min na 6100 m                                                                        |
| P-39F                | 9,19 m  | 10,36 m    | 3,78 m   | 19,76 m²   | 2460 kg        | 3558 kg        | 588 km/h | 9900 m   | 1280 km | 5,7 min na 4600 m,                                                                       |
| P-39J                | 9,19 m  | 10,36 m    | 3,78 m   | 19,76 m²   | 2460 kg        | 3558 kg        | 588 km/h | 9900 m   | 1280 km | 5,7 min na 4600 m,                                                                       |
| P-39K                | 9,19 m  | 10,36 m    | 3,78 m   | 19,76 m²   | 2460 kg        | 3558 kg        | 588 km/h | 9900 m   | 1280 km | 5,7 min na 4600 m,                                                                       |
| P-39L                | 9,20 m  | 10,36 m    | 3,78 m   | 19,76 m²   | 2420 kg        | 3550 kg        | 579 km/h na 4572 m                                                                                             | 10 600 m | 960 km  | –                                                                                        |
| P-39M                | 9,19 m  | 10,36 m    | 3,78 m   | 19,76 m²   | 2420 kg        | 3558 kg        | 595 km/h na 4572 m                                                                                             | – m      | – km    | –                                                                                        |
| P-39N                | 9,19 m  | 10,36 m    | 3,78 m   | 19,79 m²   | 2560 kg        | 3450 kg        | 610 km/h na 3050 m                                                                                             | 11 750 m | 1280 km | 3,8 min na 4572 m,                                                                       |
| P-39Q-5              | 9,19 m  | 10,36 m    | 3,78 m   | 19,79 m²   | 2620 kg        | 3495 kg        | 531 km/h na 1523 m 574 km/h na 3050m 605 km/h na 4572 m                                                        | 10 620 m | 2000 km | 2 min na 1523 m 4 min na 3000m 4,5 min. na 4600 m 8,5 min. na 6100 m.,                   |